# L'ultimo dei Corleonesi
L'ultimo dei Corleonesi è un film per la televisione italiano.

## Descrizione
La fiction, girata a Ragusa e dintorni, venne trasmessa in prima visione dalla RAI il 14 febbraio del 2007, ottenendo una audience di 6.360.000 telespettatori e uno share del 26,70%. La regia è di Alberto Negrin. Nel film viene raccontata l'ascesa del clan dei corleonesi e dei suoi capi: Michele Navarra, Luciano Liggio, Totò Riina ed infine Bernardo Provenzano.

## Trama
La fiction parte con la strage di Capaci e con l'arresto di Bernardo Provenzano. All'improvviso prende il via un flashback che porta il film nella Corleone del 1948 quando Provenzano, insieme all'amico Totò Riina, viene notato da Luciano Liggio, feroce killer di Michele Navarra, il medico capomafia del paese. Egli ordina l'assassinio di Placido Rizzotto, sindacalista socialista che vuole che le terre siano distribuite ai contadini. Ad eseguire il delitto è lo stesso Liggio, che getta il cadavere in un dirupo. Navarra uccide in ospedale l'unico testimone dell'omicidio, il bambino Giuseppe Letizia. Ad indagare c'è l'allora capitano dei carabinieri Carlo Alberto dalla Chiesa che fa arrestare Navarra.
Liggio, Riina e Provenzano fanno un patto di sangue e diventano inseparabili. Pochi anni dopo sono a Piano di Scala ad effettuare la macellazione clandestina di bestiame rubato. Ormai sono troppo potenti per dipendere da Navarra (che appena scarcerato ha ordinato un fallito attentato ai danni di Liggio), e per questo lo fanno uccidere e si danno allo sterminio dei suoi fidati, che vengono quasi tutti uccisi in un conflitto a fuoco durante una processione, in cui Totò Riina salva la sua fidanzata Antonietta Bagarella (Ninetta) dalla sparatoria. Poi i Corleonesi tentano di impadronirsi dell'edilizia di Palermo. Riina e Liggio vengono assolti al processo di Bari del 1969 e si vendicano uccidendo il boss Michele Cavataio nella strage di Viale Lazio. Nell'agguato però muore pure Calogero Bagarella, fratello della fidanzata di Totò Riina, Ninetta. Nel 1974 Liggio viene arrestato e Riina e Provenzano, latitanti da alcuni anni, diventano gli unici capi del clan corleonese. Provenzano conosce Saveria Benedetta Palazzolo e la sposa. Riina scatena la seconda guerra di mafia e dopo di essa diventa capo incontrastato di Cosa Nostra.
Ordina l'uccisione di Carlo Alberto dalla Chiesa, appena nominato prefetto di Palermo, e comincia la feroce "guerra allo stato" che culminerà con le stragi di Capaci e di via D'Amelio. Riina viene arrestato nel 1993 e Provenzano rimane da solo al timone della mafia siciliana. A dargli la caccia si presentano il procuratore Pietro Grasso e la squadra di polizia denominata "Gruppo Duomo", guidata da Renato Cortese che scopre che nel 2003 Provenzano si è ricoverato in Francia per curare un tumore alla prostata. Seguendo la scia dei cosiddetti "pizzini", nel 2006 Provenzano è arrestato nelle campagne di Corleone. Allora s'interrompe il flashback e tutto ritorna all'inizio e Provenzano, arrestato, incontra il procuratore Grasso nel carcere di Terni e così si conclude il film.

## Inesattezze storiche
- Nel film Michele Navarra viene arrestato per l'omicidio di Placido Rizzotto e rimane in carcere una decina di anni. In realtà Navarra fece soltanto qualche mese di confino e fu rimesso in libertà per via delle amicizie politiche di cui beneficiava.
- Nel film Michele Navarra viene ucciso da due killer nascosti dietro i cespugli della strada. In realtà gli assassini erano molti di più e vennero fuori da un'Alfa Romeo 1900 che precedeva la Fiat 1100 di Navarra.
- Nel processo di Bari, in cui vengono assolti Luciano Liggio e Totò Riina, la voce che legge la sentenza è femminile mentre nella realtà il giudice era uomo.
- Nel film vengono fatti molti errori riguardo all'omicidio del prefetto Carlo Alberto dalla Chiesa: innanzitutto, l'auto del prefetto era seguita da un'auto guidata dall'agente di scorta Domenico Russo, anch'egli ucciso, che nel film è assente; poi il commando mafioso che compì l'agguato era composto da una moto e da un'auto mentre nel film sono solo due moto; nel film i killer sparano contro il vetro posteriore dell'auto del prefetto mentre lasciano intatto il parabrezza ma in realtà avvenne tutto il contrario ed il vetro posteriore non venne sfiorato neanche da un colpo; infine, subito dopo l'agguato, si vede una donna che si avvicina all'auto crivellata di colpi e copre il parabrezza con un lenzuolo mentre in realtà il lenzuolo venne messo dalla polizia accorsa sul luogo del delitto ed addirittura non venne messo subito dalle forze dell'ordine.
- Nel film Totò Riina, al momento dell'arresto, viaggia su una BMW mentre in realtà l'auto era una Citroën ZX; alcuni agenti che lo arrestarono erano dentro un furgone mentre nel film non c'è e tutti i poliziotti sbucano da auto. Addirittura si vedono volanti dei carabinieri che nella realtà non avrebbero dovuto esserci perché l'arresto era segreto e gli agenti dovevano essere sotto copertura.
- Nella scena dell'arrivo del generale Carlo Alberto dalla Chiesa in elicottero , una scritta in sovraimpressione informa lo spettatore in merito all' anno, il 1982: pochi secondi dopo si intravede un'Alfa 155 con le insegne dell'Arma: quest' auto,  il cui lancio avverrà dieci anni dopo, e la cui produzione cesserà nel 1998,  nel 1982 ovviamente non esisteva.